# James Michael Harvey
James Michael Harvey (Milwaukee, 1949. október 20. –) amerikai római katolikus pap, a falakon kívüli Szent Pál-bazilika főpapja, bíboros.

## Életrajz

### Korai évek és papság
Harvey 1949. október 20-án született a wisconsini Milvaukee-ban. A Milwaukeei főegyházmegye papjává 1975. június 29-én szentelte VI. Pál pápa Rómában. Harvey a Szent Ferenc Szemináriumban tanult, majd a Pápai Észak-Amerikai Kollégiumban tartózkodott, miközben a Gregoriana Pápai Egyetemen az egyházjogi doktori fokozat megszerzésére készült. Diplomáciát is tanult a Pápai Egyházi Akadémián.
Harvey 1980. március 25-én lépett a Vatikán diplomáciai szolgálatába. Két évig attaséként, majd titkárként szolgált a Dominikai Köztársaságban lévő apostoli nunciatúrán. 1982. július 10-én Harvey az Államtitkárság Államközi Kapcsolatok részlegén helyezkedett el. Az említett titkárság általános ügyekért felelős helyettesévé nevezték ki 1997. július 22-én.

### A Pápai Ház prefektusa és érsek
1998. február 7-én II. János Pál pápa Harveyt a Pápai Ház prefektusává nevezte ki és 1998. március 19-én Memphis címzetes püspökévé szentelte a Szent Péter-bazilikában. Prefektusként ő felügyelte a pápai audienciaterem és a pápai lakosztályok felújítását az olaszországi Castel Gandolfóban. A pápa 2003. szeptember 29-én érseki méltóságra emelte. Később, 2012-ben Harvey egyik munkatársát elítélték dokumentumok lopásáért és a médiának való kiszivárogtatásáért.

### Főpap és bíboros
XVI. Benedek pápa 2012. november 23-án kinevezte a Falakon-kívüli Szent Pál-bazilika főpapjává, majd a november 24-i konzisztóriumon bíborossá kreálta. Címtemploma a San Pio V a Villa Carpegna. 2012. december 22-én Harveyt a Szenttéavatási Ügyek Kongregációja tagjává nevezték ki ötéves, megújítható időszakra. 2013. január 31-én az Apostoli Szék Vagyonkezelősége és a Népek Evangelizálása Kongregáció tagjává nevezték ki. Harvey egyik volt azoknak a választó bíborosoknak, akik részt vettek a 2013-as konklávén, amely megválasztotta Ferenc pápát.
Harveynek 1999-ben a köztársasági elnök az Olasz Köztársasági Érdemrend lovagkeresztjét adományozta. A Katolikus Izabella-rend lovagkeresztje címet is megkapta.
Ferenc pápa 2021. június 21-én az Apostoli Szignatúra Legfelsőbb Bírósága tagjává nevezte ki.
2022. március 4-től 2024. július 1-ig Harvey – a választó bíborosok között – a diakónus bíborosok rendjének legmagasabb rangú tagja volt, és a protodiakónus felelőssége lett volna az új pápa megválasztásának bejelentése. A bíboros-presbiterek rendjének tagja lett 2024. július 1-jén.
Anyanyelve az angol mellett olaszul, németül, franciául és spanyolul is beszél.

### McCarrick botrány
A Washington Post 2018-as jelentése szerint Harvey egyike volt azon katolikus prelátusoknak, akik nagy összegű készpénzajándékot kaptak Theodore McCarrick volt bíborostól. Egy interjúban Harvey azt mondta, hogy más prelátustól pénzt kapni semmiképpen sem volt szokatlan, hozzátéve, hogy „soha nem jutott eszembe, hogy ez valamilyen módon helytelen lenne”, és hogy „nem a kegyek megszerzéséről volt szó.”